# Olha Rapaï-Markich
Olha Rapaï-Markich (ukrainien : Ольга Перецівна Рапай-Маркіш, russe : Ольга Петровна Рапай-Маркиш, hébreu : אולגה רפאי-מרקיש), née le 1er août 1929 et morte le 1er février 2012, est l'une des céramistes ukrainiennes les plus connues de son époque. Elle est particulièrement connue pour ses grands travaux décoratifs sur les bâtiments de Kiev. Avant sa décoration architecturale, elle a travaillé comme céramiste à l'Usine expérimentale d'art céramique de Kiev, où elle était connue pour ses figurines délicates ainsi que ses peintures sur porcelaine et vaisselle.